# Premières nations au Nouveau-Brunswick
Les Premières nations du Nouveau-Brunswick sont l'ensemble des Premières nations (au sens de « bande indienne ») présentes sur le territoire du Nouveau-Brunswick au Canada. Celles-ci totalisent plus de 10 000 personnes, surtout des Micmacs et des Malécites.

Carte des réserves indiennes du Nouveau-Brunswick.

## Liste des Premières nations
| Première nation | Groupe    | Population |
| --------------- | --------- | ---------- |
| Bouctouche      | Mi'kmaq   |            |
| Burnt Church    | Mi'kmaq   |            |
| Eel Ground      | Mi'kmaq   |            |
| Eel River Bar   | Mi'kmaq   |            |
| Elsipogtog      | Mi'kmaq   |            |
| Fort Folly      | Mi'kmaq   |            |
| Indian Island   | Mi'kmaq   |            |
| Bilijk          | Malécites |            |
| Madawaska       | Malécites |            |
| Metepenagiag    | Mi'kmaq   |            |
| Oromocto        | Malécites |            |
| Pabineau        | Mi'kmaq   |            |
| Richibouctou    | Malécites |            |
| Saint Mary's    | Malécites |            |
| Tobique         | Malécites |            |
| Woodstock       | Malécites |            |

## Réserves indiennes
Les superficies et populations données dans cette liste proviennent du recensement de 2006 effectué par Statistique Canada.
- Haut – A
- B
- C
- D
- E
- F
- G
- H
- I
- J
- K
- L
- M
- N
- O
- P
- Q
- R
- S
- T
- U
- V
- W
- X
- Y
- Z

Cliquez sur le triangle double au sommet d'une colonne pour classer le tableau selon cette colonne.
| Nom                            | Comté                   | Première nation                              | Population    | Superficie (km²) | Constitution |
| ------------------------------ | ----------------------- | -------------------------------------------- | ------------- | ---------------- | ------------ |
| Big Hole Tract 8 (moitié nord) | Northumberland          | Metepenagiag                                 | 69            | 27,82            |              |
| Big Hole Tract 8 (moitié sud)  | Northumberland          | Eel Ground                                   |               |                  |              |
| Bouctouche 16                  | Kent                    | Bouctouche                                   | 82            | 0,39             |              |
| Burnt Church 14                | Northumberland          | Burnt Church                                 | +00 0001 120, | 9,54             |              |
| Devon 30                       | York                    | Saint Mary's                                 | 767           | 2,73             |              |
| Eel Ground 2                   | Northumberland          | Eel Ground                                   | 503           | 10,90            |              |
| Eel River 3                    | Restigouche             | Eel River Bar                                | 312           | 1,40             |              |
| Fort Folly 1                   | Westmorland             | Fort Folly                                   | 45            | 0,45             |              |
| Indian Island 28               | Kent                    | Indian Island                                | 97            | 0,27             |              |
| Indian Point 1                 | Comté de Northumberland | Metepenagiag                                 |               |                  |              |
| Indian Ranch                   | Restigouche             | Eel River Bar                                | 45            | 0,56             |              |
| Kingsclear 6                   | York                    | Kingsclear                                   | 465           | 3,73             |              |
| Moose Meadows 4                | Comté de Restigouche    | Eel River Bar                                |               |                  |              |
| Oromocto 26                    | Sunbury                 | Oromocto                                     | 284           | 0,28             |              |
| Pabineau 11                    | Gloucester              | Pabineau                                     | 125           | 4,89             |              |
| Pokemouche 13                  | Comté de Gloucester     | Burnt Church                                 |               |                  |              |
| Red Bank 4                     | Northumberland          | Metepenagiag                                 | 383           | 16,18            |              |
| Red Bank 7                     | Northumberland          | Metepenagiag                                 | 0             | 10,16            |              |
| Renous 12                      | Comté de Northumberland | Eel Ground                                   |               |                  |              |
| Richibouctou 15                | Kent                    | Elsipogtog                                   | +00 0001 897, | 12,18            |              |
| Saint-Basile 10                | Madawaska               | Saint-Basile                                 | 166           | 3,28             |              |
| Saint-Mary's 24                | York                    | Saint Mary's                                 | 0             | 0,01             |              |
| Soegao 35                      | Comté de Westmorland    | Elsipogtog                                   |               |                  |              |
| Tabusintac 9                   | Northumberland          | Burnt Church                                 | 10            | 22,00            |              |
| The Brothers 18                | Comté de Saint-Jean     | Kingsclear, Saint-Basile, Tobique, Woodstock | 0             |                  |              |
| Tobique 20                     | Victoria                | Tobique                                      | 878           | 24,94            |              |
| Woodstock 23                   | Carleton                | Woodstock                                    | 338           | 1,04             |              |

## Anciennes réserves indiennes
- Aboujagane 27
- Fort Folly 27